# Wilfrido della Gherardesca
Wilfrido della Gherardesca, o Vilfrido, ma anche Walfredo e Valfredo (Pisa, VII secolo – Monteverdi Marittimo, 15 febbraio 756), è stato un monaco cristiano longobardo, venerato come santo dalla chiesa cattolica.

## Biografia
Wilfrido fu un nobile longobardo, indicato come il capostipite della famiglia pisana che verrà successivamente conosciuta come Della Gherardesca. Suo padre, il gastaldo di Pisa Ratchauso, venne inviato dal re Liutprando a liberare le coste della Maremma dai Saraceni, ottenendone come premio il possesso; suo nonno era il duca del Friuli Pemmone e suoi zii i re dei Longobardi Astolfo e Rachis.
Era sposato con Tesia e avevano cinque figli. Ma nel luglio 754, durante la guerra tra Franchi e Longobardi, Wilfrido (d'accordo con la moglie e insieme a due compagni, Forte nobile della Corsica e Guidoaldo di Lucca un suo parente) decise di farsi monaco e fondare nelle terre di suo possesso in Maremma, precisamente nell'alta Val di Cornia in una zona chiamata Palazzuolo in Acquaviva, presso il borgo di Monteverdi (l'attuale Monteverdi Marittimo), un'abbazia con monastero dedicato a san Pietro, donando le sue proprietà al monastero medesimo. Per edificare il monastero di San Pietro in Palazzuolo, chiamò dal ducato di Benevento il monaco benedettino Magno dall'Abbazia di San Vincenzo al Volturno, per apprendere e diffondere la regola benedettina: infatti lui stesso e i suoi cinque figli andarono ad abitare nel monastero seguendo la Regola di San Benedetto.
Questo tipo di donazioni, avvenute durante lo scontro con i Franchi, servivano alla nobiltà longobarda per tutelarsi dalle pretese patrimoniali dei nuovi conquistatori: l'unione dei loro interessi a quelli della Chiesa metteva così al riparo i loro possedimenti terrieri.
Wilfrido, insieme al cognato Gundualdo di Lucca, fondò anche il monastero di San Salvatore in Versilia nella zona conosciuta come Fiumetto presso l'attuale Pietrasanta.
Wilfrido diresse il monastero di San Pietro per dieci anni e dette esempio di osservanza e umiltà.
Uno dei figli di Wilfrido, Ginfrido, dopo essere stato ordinato prete, fuggì dal monastero. Il padre profetizzò una punizione, che colse il giovane figlio con l'amputazione della falange di un dito, tanto da farlo ritornare al monastero pentito e, alla morte del padre, il 15 febbraio 756, fu chiamato a succedergli.

## Culto

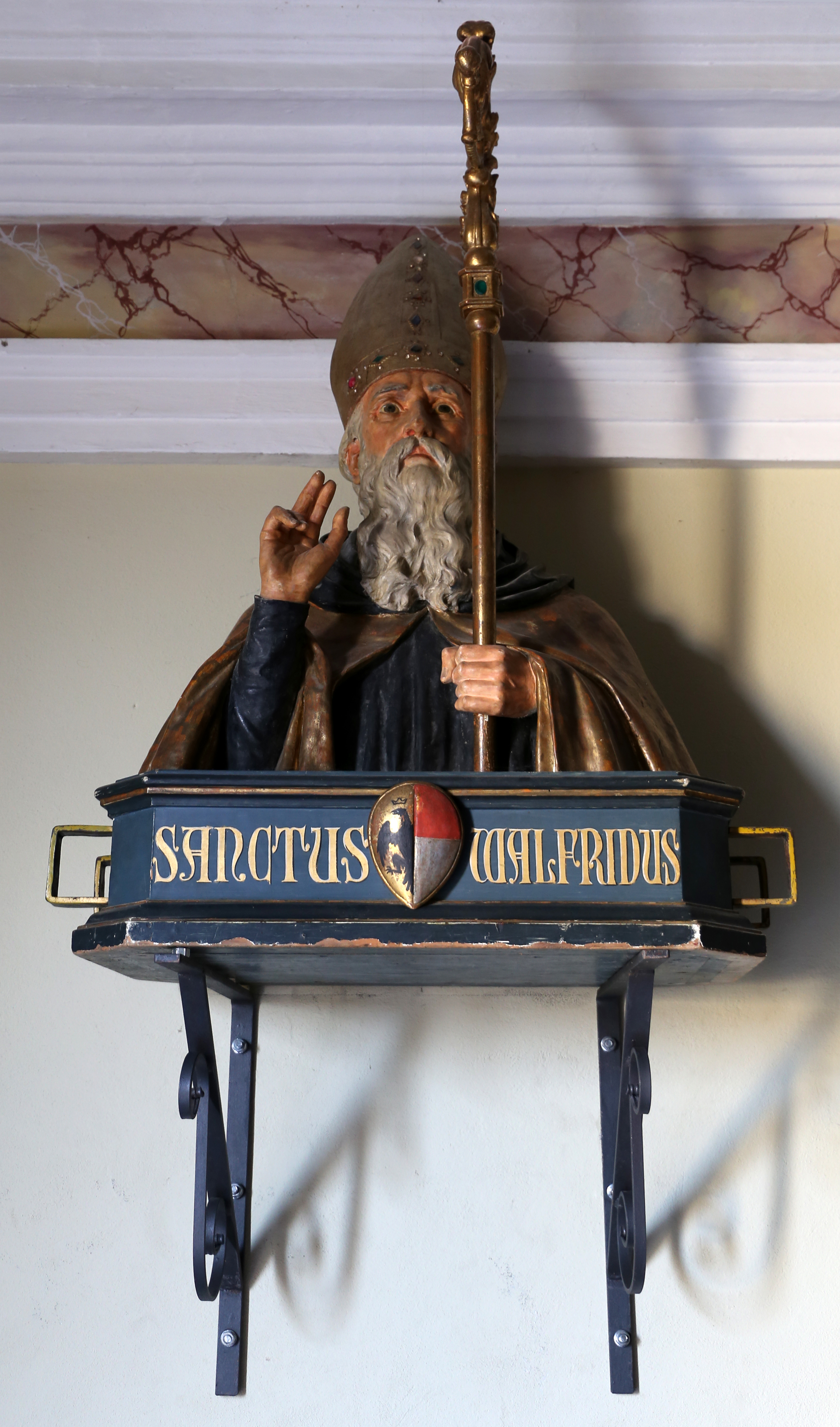
Busto di san Walfredo nell'oratorio del Santissimo Sacramento a Monteverdi Marittimo

Dal Martirologio Romano: «A Palazzolo in Toscana, san Valfredo, abate, che, dopo aver generato cinque figli, decise di condurre con la moglie vita monastica.»
Avvennero molti miracoli e prodigi nei pressi della tomba di Wilfrido, così da far scaturire ben presto un culto che si diffuse in tutta la Toscana.
Il suo culto fu confermato nel 1861.
Viene celebrato e ricordato il 15 febbraio nelle diocesi di Pisa e di Massa Marittima, e nel Calendario Benedettino.